# Новые Обиходы
Новые Обиходы (укр. Нові Обиходи) — село на Украине, находится в Немировском районе Винницкой области.
Население по переписи 2001 года составляет 575 человек. Почтовый индекс — 22856. Телефонный код — 4331.
Занимает площадь 1,258 км².

## Адрес местного совета
22856, Винницкая область, Немировский р-н, с. Новые Обиходы, ул. Ленина

## Достопримечательности
- Самчинский заказник.
- Пансионат «Наш дом», запущенный в 2001 году.